# Byslåtterna
Byslåtterna är en bebyggelse i Kinne-Vedums socken i Götene kommun som sträcker sig från Slåtterna i norr till Lund och Stora Boagärdet i söder. Mellan 2015 och 2020 avgränsade SCB här en småort.